# Cuíca-de-quatro-olhos
Cuíca-de-quatro-olhos (Philander frenatus), popularmente também chamada cuíca, jupati, chichica, quaiquica e guaiquica, é uma espécie de marsupial da família dos didelfiídeos (Didelphidae) da América do Sul. Pode ser encontrada na Argentina, Paraguai e Brasil.

## Etimologia
A designação popular cuíca advém do tupi *ku'ika, enquanto guaiquica do também tupi *wai-kuíka. Já a designação chichica tem origem desconhecida.

## Descrição
É um grande gambá cinza escuro. O pelo dorsal é cinza escuro e o dos lados também é cinza, mas mais claro que o dorsal. A pele ventral é branca ou de cor creme. Os pelos da garganta têm bases acinzentadas, mas são divididos em dois por uma faixa vertical de cor creme que vai ao longo da linha média da garganta. Seu pelo é curto. Sua cauda é marrom-escura ou preta em todo o seu comprimento. A cuíca-de-quatro-olhos tem porte médio, com seu tamanho variando de 236 a 327 milímetros, além de sua cauda, que mede 237 a 327 milímetros. Seu marsúpio é voltado à extremidade anterior. Pesa de 341 a 910 gramas. Possui dimorfismo sexual, com os machos sendo maiores que as fêmeas. Habitam florestas em dossel e no solo, onde se alimentam de frutos, pequenos invertebrados e vertebrados e até carniça.